# Zbyt wiele
Zbyt wiele – amerykańsko-hiszpańska komedia romantyczna z 1995 roku na podstawie powieści Donalda Westlake’a. Remake francuskiego filmu Bliźniak.

## Główne role
- Antonio Banderas – Art Dodge
- Melanie Griffith – Betty Kerner
- Daryl Hannah – Liz Kerner
- Danny Aiello – Gene
- Joan Cusack – Gloria
- Eli Wallach – Sheldon Dodge
- Gabino Diego – Mane
- Austin Pendleton – Dr Huffeyer
- Allan Rich – Larrabee

## Fabuła
Art Dodge pracuje w galerii sztuki. Traktuje życie po macoszemu, trochę kombinuje. Pewnego dnia poznaje Betty, byłą żonę gangstera. Oboje zaczynają się sobą interesować. W końcu Betty zaprasza Arta do mieszkania. Tam poznaje go ze swoją siostrą, piękną Liz. Art zakochuje się w niej od pierwszego wejrzenia, ale ona za nim nie przepada. Wtedy wpada na diabelski pomysł - będzie udawał swego brata bliźniaka Barta, który byłby jego zaprzeczeniem. Ale pojawia się pewien problem.

## Nagrody i nominacje
Złota Malina 1996
- Najgorsza aktorka - Melanie Griffith (nominacja)
- Najgorsza aktorka drugoplanowa - Daryl Hannah (nominacja)